# Пищевик (стадион)
«Пищеви́к», также известен как «Спарта́к» — стадион в Ворошиловском районе Волгограда.

## История

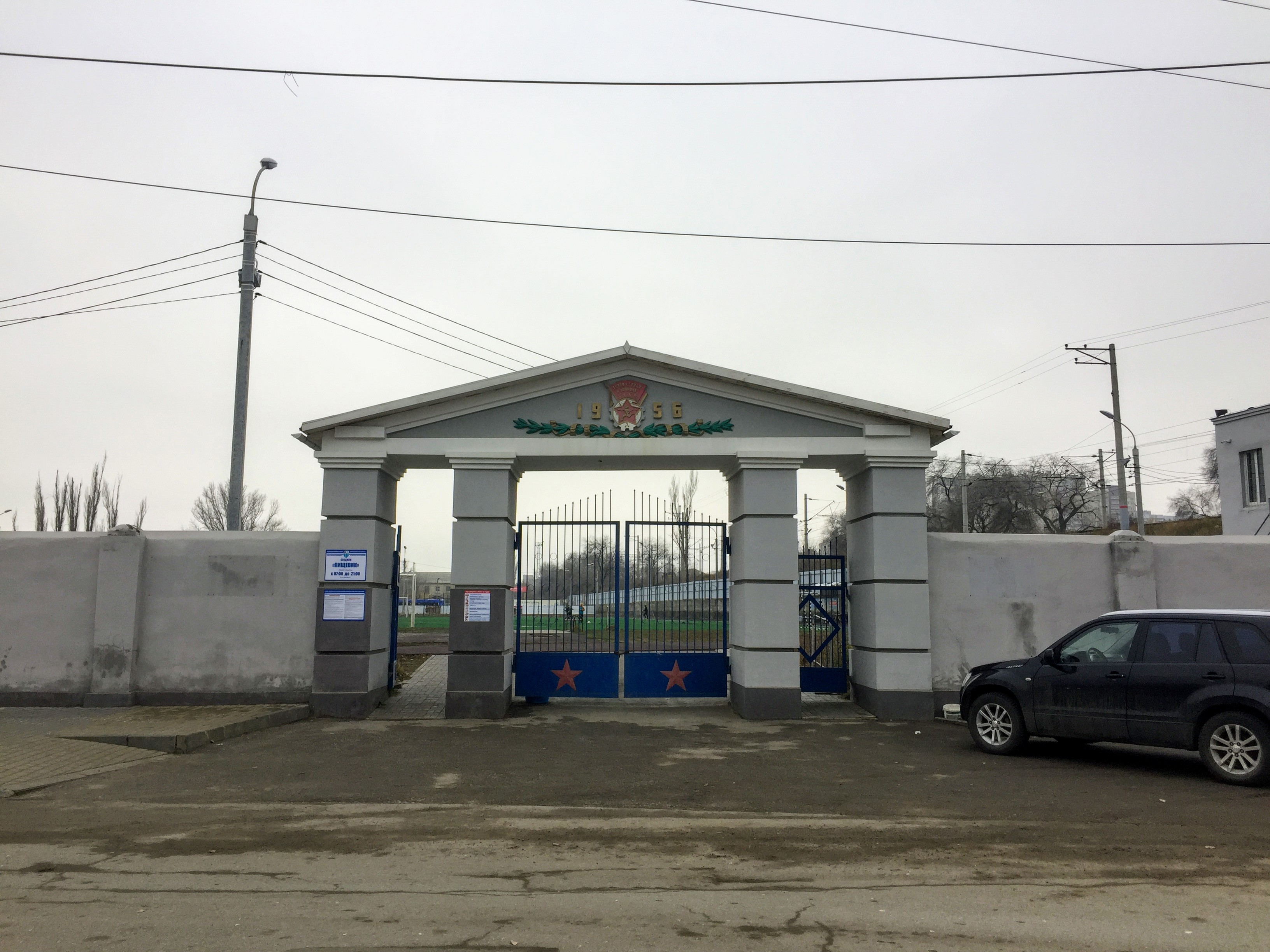
Входная группа в 2019 году

Открыт в 1956 году.
Название «Пищевик» стадион получил от областного профсоюза работников легкой и пищевой промышленности, который шефствовал над стадионом. В 1960-х годах стадион был передан в ДСО «Трудовые резервы», затем в собственность училища речного флота, потом — завода медицинского оборудования.
На стадионе играл Леонид Слуцкий во времена своего обучения в детско-юношеской спортивной школе.
Использовался до 1990-х годов.
В 2003 году выбыл из муниципальной собственности в качестве оплаты за долги одного из муниципальных предприятий. Несколько раз менял собственника, пока в 2015 году суд не принял решение о возвращении стадиона в собственность города. В 2016 году стадион был реконструирован и открыт 11 ноября 2016 года. В церемонии принял участие бывший игрок «Ротора» Александр Никитин, работавший ранее на стадионе. При этом сама схема с финансированием о организацией реконструкции является непрозрачной: работы на муниципальном объекте выполнялись коммерческой организацией, при этом контракт не опубликован и его подробности неизвестны.
После реконструкции стадион получил 90-метровое футбольное поле с искусственным газоном, беговые дорожки, универсальное игровое поле, площадку с силовыми тренажерами, место для катания на роликах и скейтбордах, место для зимнего катка. Имеется искусственное освещение.
В 2017—2018 годах на стадионе проводили занятия воспитанники футбольной школы Слуцкого, которая затем вошла в футбольную академию «Ротора». В конце 2018 года стадион был передан в областную собственность. В 2019 году на футбольном поле появилась система подогрева.
По состоянию на начало 2020 года на стадионе демонтированы тренажёры, а покрытие футбольного поля пришло в негодность и требует замены.